# Xilotepelt Fútbol Club
El Xilotepelt Fútbol Club es un equipo de fútbol ubicado en la ciudad nicaragüense de Jinotepe, en el departamento de carazo.
Luego de estar desaparecido por mucho tiempo, el Xilotepelt resurgió de la mano de un grupo de aficionados del equipo, donde viejos conocidos regresaron al equipo; los profesores Roger toruño y Martín mena, también el ahora director técnico Felix López, que en su tiempo fue jugador de la categoría juvenil del Xilotepelt, jugadores como Carlos Suazo (Capitán del equipo) Moisés Ramírez etc…
El Xilotepelt hizo su debut en liga 3 en 2021 donde en su primera temporada cayó en penales 4-2 en semifinales contra El Cua FC, en la temporada siguiente lograron el campeonato de 3.ª división nacional ganando a Atlético Piolin con un global 4-1 a favor del Xilotepelt, jugaron la finalisima donde obtuvieron el subcampeonato absoluto luego de caer ante Metrosar de Estelí con un global de 4-2 lograron su ascenso a segunda división donde militan a día de hoy.

## Historia
Ascendió a Primera División en 1981, para descender a segunda en 1988. En 1990 ascendieron nuevamente, para descender en 1991. En el año 2007, participó de la tercera división nacional. En el 2008 consigue el ascenso a primera división nuevamente. En la temporada 2009-2010 compitió en ella.
Cuenta con jugadores oriundos de la ciudad y con otros de origen extranjero. Tiene además un equipo juvenil especial. Entre los jugadores se destacan Emilio Palacios, el hondureño Armando Cruz, el canterano de origen mexicano Victor Adrian Cardoso entre muchos jóvenes que vienen de las ligas menores. El cuerpo técnico está dirigido por el profe. Martín Mena.
Una junta directiva es quien se encarga de gestionar y administrar el club, para cumplir los objetivos planteados en cada temporada. El proyecto del club fue impulsado por el diputado Wilber López, recibiendo en su ejecución apoyo popular.
Existe un grupo de simpatizantes llamado "Barra Ultrasur", que acompaña al equipo en sus traslados.
En la actualidad ha descendido a la segunda división o liga de ascenso para la temporada 2011-2012, donde participan 16 equipos, el campeón sube directo y el segundo lugar va a repesca con el penúltimo lugar de la primera división.
Este club cuenta diversos auspiciantes, incluyendo instituciones municipales, educativas y empresas privadas.
El club desaparecío al finalizar la temporada 2012-13 al descender de la Primera División de Nicaragua luego de que la fusión con el UCEM no fuera aceptada.
En 2020 el Xilotepelt resurgió con una nueva directiva llena de entusiasmo y amor al fútbol, donde el Xilotepelt resurgió en Pequeñas Ligas Nacionales con sus respectivas categorías U-13, U-15 y U-17 donde actualmente sigue participando y cuenta con una nueva categoría la U-15 Femenina, el equipo mayor debutará próximamente el 24 de julio de 2022 en Liga 2, donde logró su ascenso luego de quedar campeón de Clausura de Liga 3 en la temporada 2021-2022.

## Jugadores

### Jugadores destacados
- Milton Busto (2009–2011)
- Emilio Palacios (2008–2012)
- Darwin Hernández (2020-2022)

## Entrenadores
- Martin Mena (2009 – Jun 2010–2011; 2020-Actualidad)
- Abel Núñez (Jul 2010 – Sep 2010)
- Néstor Holwegger (Sep 2010 – Oct 2010)
- Emilio Palacios (Oct 2010 – Dic 2010)
- Miguel Ángel Palacios (Ene 2011–)
- Luis "Guicho" Díaz (2012 – Jul 2012)
- Martin Mena (Jul 2012 – Dic 2012)
- Angel Orellana (Ene 2013 – Feb 2013)